# Transit 5A3
Transit 5A3 – amerykański technologiczny satelita wojskowy, działający prototyp, który testował system nawigacji dla okrętów podwodnych US Navy przenoszących pociski balistyczne typu UGM-27 Polaris. Pierwszy stabilizowany gradientem pola grawitacyjnego.
Misję finansowało Naval Research Laboratory (NRL) z ramienia US Navy. Statek zbudowało NRL i Johns Hopkins University.
Pierwszy działający prototyp z przeprojektowanym układem zasilania (przenosił generator RTG typu SNAP 3). Usterka pamięci w trakcie lotu silnikowego rakiety uniemożliwiła pracę nawigacyjną satelity. Uszkodzeniu uległ także układ stabilizacji statku.